# Dina Meyer

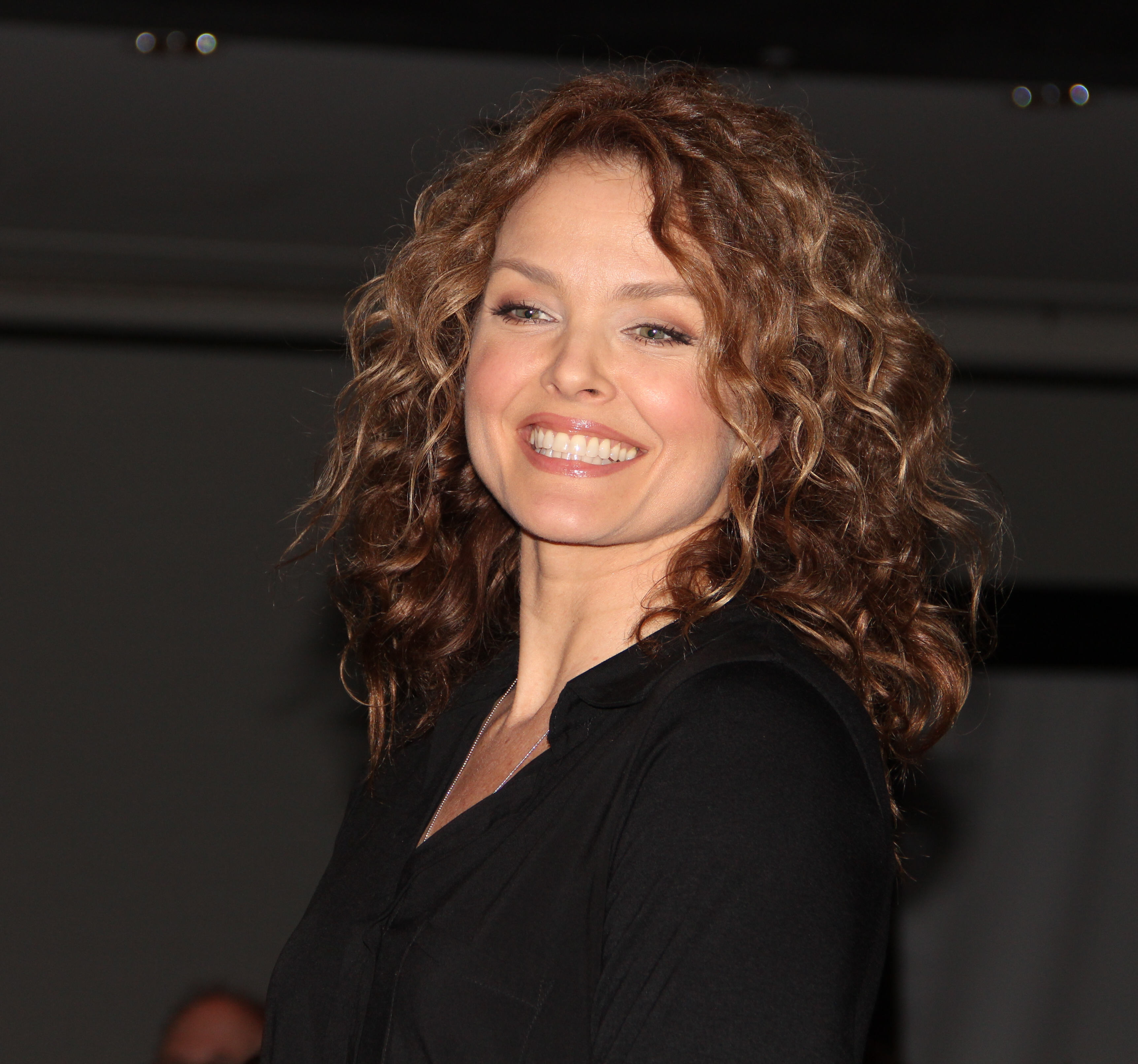
Dina Meyer (2013)

Dina Meyer (* 22. Dezember 1968 in Queens, New York City) ist eine US-amerikanische Schauspielerin.

## Leben und Karriere
Nach dem Studium an der Long Island University Brooklyn Campus, an der sie einen Abschluss in Betriebswirtschaft erwarb, begann sie eine Schauspielkarriere. Sie debütierte 1993 in dem Fernsehfilm Schule der Gewalt, danach trat sie von 1993 bis 1994 in der Serie Beverly Hills, 90210 in der Rolle der Lucinda Nicholson auf.
Ihren Durchbruch erlebte Meyer 1995 mit dem futuristischen Thriller Vernetzt – Johnny Mnemonic an der Seite von Keanu Reeves. Danach agierte sie erneut in mehreren Science-Fiction-Produktionen wie den Filmen Starship Troopers (1997), Star Trek: Nemesis (2002) und der Fernsehserie Birds of Prey (2002–2003). Eine Hauptrolle als Amber Hargrove hatte sie von 2005 bis 2006 in der kurzlebigen Serie Point Pleasant. Daneben hatte sie Gastauftritte in Serien wie Friends (1997), Ally McBeal (1998) und Kate Fox & die Liebe (2003). Zudem war sie 2004 in dem Horror-Thriller Saw und mehreren Fortsetzungen zu sehen. Ihr Schaffen umfasst annähernd 100 Produktionen.
Sie lebt gegenwärtig in Los Angeles.

## Filmografie (Auswahl)
- 1993: Schule der Gewalt (Strapped, Fernsehfilm)
- 1993–1994: Beverly Hills, 90210 (Fernsehserie, 12 Folgen)
- 1995: Vernetzt – Johnny Mnemonic (Johnny Mnemonic)
- 1996: Dragonheart
- 1997: Starship Troopers
- 1997: Friends (Fernsehserie, 3 Folgen)
- 1998: Ally McBeal (Fernsehserie, Folge 1x16)
- 1998: Gejagt – Im Visier der Mafia (Nowhere Land)
- 1998: Poodle Springs (Fernsehfilm)
- 1999: Bats – Fliegende Teufel (Bats)
- 2000: Am Anfang war ein Mord (Stranger Than Fiction)
- 2000: Secret Agent Man (Fernsehserie, 12 Folgen)
- 2001: Outer Limits – Die unbekannte Dimension (The Outer Limits, Fernsehserie, Folge 7x13)
- 2002: Federal Protection – Im Visier der Mafia (Federal Protection, Fernsehfilm)
- 2002: D-Tox – Im Auge der Angst (D-Tox Eye See You)
- 2002: Star Trek: Nemesis (Star Trek Nemesis)
- 2002–2003: Birds of Prey (Fernsehserie, 13 Folgen)
- 2002: Unspeakable
- 2003: Kate Fox & die Liebe (Miss Match, Fernsehserie, 8 Folgen)
- 2004: Saw
- 2004, 2011: CSI: Den Tätern auf der Spur (CSI: Crime Scene Investigation, Fernsehserie, 2 Folgen, verschiedene Rollen)
- 2005–2006: Point Pleasant (Fernsehserie, 13 Folgen)
- 2005: Saw II
- 2005: Wild Things 3 (Wild Things: Diamonds in the Rough)
- 2005: Verbrechen aus Leidenschaft (Crimes of Passion, Fernsehfilm)
- 2006: Saw III
- 2007: Crazy Eights
- 2007: Saw IV
- 2008: Monk (Fernsehserie, Folge 7x08)
- 2008: Riddles Of The Sphinx (Fernsehfilm)
- 2009: Burn Notice (Fernsehserie, Folge 2x15)
- 2009: Nip/Tuck – Schönheit hat ihren Preis (Nip/Tuck, Fernsehserie, Folge 5x17)
- 2010: Navy CIS (NCIS, Fernsehserie, 2 Folgen)
- 2010: The Mentalist (Fernsehserie, Folge 2x15)
- 2010: Piranha 3D
- 2010: Castle (Fernsehserie, Folge 2x16 Die Domina schlägt immer zweimal zu)
- 2010: Scoundrels (Fernsehserie, 3 Folgen)
- 2011–2012: 90210 (Fernsehserie, 3 Folgen)
- 2012: Criminal Minds (Fernsehserie, Folge 7x12)
- 2011: Charlie’s Angels (Charlie’s Angels, Fernsehserie, Folge 1x05)
- 2013: Dead in Tombstone
- 2013: Taking Stock (Fernsehfilm)
- 2014: Sequestered (Fernsehserie, 12 Folgen)
- 2014: Christmas in Palm Springs
- 2015: Truth & Lies (Fernsehfilm)
- 2015: Lethal Seduction
- 2015: Golden Shoes
- 2015: Clarity
- 2015: A Dogwalker’s Christmas Tale
- 2016: Fortune Cookie
- 2016: AmeriGeddon
- 2016: The Crooked Man (Fernsehfilm)
- 2016: Turbulence
- 2016: Fishes ‘n Loaves: Heaven Sent
- 2016: The Unwilling
- 2017: The Evil Within
- 2017: Girlfriend Killer (Fernsehfilm)
- 2017: Starship Troopers: Traitor of Mars (Stimme im Original)
- 2017: Kingdom (Fernsehserie, Folge 3x09)
- 2018: Evil Doctor (Snatched)
- 2018: Code Black (Fernsehserie, Folge 3x02)
- 2018: The Affair (Fernsehserie, 2 Folgen)
- 2018: The Magicians (Fernsehserie, 3 Folgen)
- 2018: American Horror Story (Fernsehserie, Folge 8x01)
- 2018, 2020: Navy CIS: L.A. (NCIS: Los Angeles, Fernsehserie, 2 Folgen)
- 2019: 64 Minutes – Wettlauf gegen die Zeit (Line of Duty)
- 2019: All Rise – Die Richterin (All Rise, Fernsehserie, Folge 1x10)
- 2019–2021: All American (Fernsehserie, 6 Folgen)
- 2021: A Picture Perfect Holiday (Fernsehfilm)
- 2022: Nightshade
- 2023: Detective Knight: Independence
- 2023: Katie’s Mom

## Videospiele
- 2018: Blade Runner: Revelations (Eve / Ed Women Stimme Synchronisation)
- 2014: Ancient Space (Dr. Willow Burke / Specialist Alma Linh Synchronisation)

## Auszeichnungen und Nominierungen
- 2003: Dahlonega International Film Festival Award als Beste Nebendarstellerin in einer Komödie für The Movie Hero[1]